# Catharina Dhaen
Catharina Dhaen (Antwerpen, 8 juli 1992) is een Belgisch beeldend kunstenares.  Zij maakt vooral schilderijen, collages en tekeningen.
Dhaen woont en werkt in Sint-Niklaas en is docente aan de Kunstacademies van Sint-Niklaas, Temse en Waasmunster.

## Jeugd en opleiding
Catharina Dhaen is de dochter van beeldend kunstenaar Dan Dhaen (1953), docent klassiek schilderen aan de Academie van Schone Kunsten in Aalst. Dan Dhaen leerde Catharina tekenen. Hij leerde haar tevens de structuur en technieken van verf, vernis en andere materialen. Ze hebben een gemeenschappelijk atelier in Sint-Niklaas.
Na haar studies Latijn en talen aan de humaniora van Sint-Niklaas en een opleiding 'Bijzonder Beeldende Vorming" aan het secundair Kunstinstituut in Gent, behaalde Catharina Dhaen in 2014 een bachelor "Schilderkunst" aan de Koninklijke Academie voor Schone Kunsten (KASK) in Gent, aangevuld met diploma's in analoge fotografie en in installatiekunst. In 2016 behaalde ze een Master in Fine Arts (Master in de vrije kunsten) aan het KASK en in 2017 het diploma "Specifieke Lerarenopleiding" voor lesgeven in het kunstonderwijs.
In haar tienerjaren begon Catharina Dhaen met het schilderen van wazige foto's die ze op het internet vond of die ze met een wegwerpcamera maakte. Daarna ging ze schilderen naar model en stilleven. Zij begon deze werken systematisch te overschilderen tot er vooral naast elkaar staande vlakken overbleven omdat ze geen herkenbare afbeeldingen, noch enige vorm verhaal in haar werk wou brengen.  Ten slotte ging ze zich volledig concentreren op het aanbrengen van de verf op het doek om op die manier het accent te leggen op inhoud via de vorm.
Met haar abstracte non-figuratieve werken zonder enige boodschap of maatschappijkritische inslag was ze een uitzondering in de academie. In 2015, nog tijdens haar masterstudie, werd haar talent opgemerkt door de galeriehoudster Sofie Van de Velde die haar een tentoonstelling aanbood naast het werk van Ilse D'hollander. 

## Oeuvre

##### Schilderijen
Voor Catharina Dhaen is de vrijheid van expressie cruciaal. Zij schildert hoofdzakelijk op basis van gevoel. Haar werken zijn moeilijk in een stijl onder te brengen. Zij werkt met onconventionele technieken en materialen. Haar werken zijn autobiografisch geïnspireerd. Zij brengt dit tot uiting met  hoofdzakelijk abstracte of geometrische symbolen of personages, die weliswaar voor haar een weerspiegeling zijn van haar eigen emoties of herinneringen, maar voor de toeschouwer raadselachtig overkomen. Haar werken situeren zich op de grens tussen abstractie en figuratief.
Haar schilderijen geven een speelse en vrolijke indruk en zijn zeer kleurrijk, dikwijls met felle kleuren, met neiging naar naïeve kunst. Opvallend zijn de sporen van correcties, die zichtbaar zijn in verschillende lagen die ze boven elkaar aanbrengt, door krassen of overschilderingen.  Haar werk bestaat naar eigen zeggen uit "opbouwen en weer afbreken". Op het eerste zicht lijkt het resultaat mooi en poëtisch, maar het is nooit een harmonisch of evenwichtig geheel. Dhaen zorgt voor hevige contrasten door te krassen, te snijden, verf uit te wrijven met een vod, het hanteren van een spuitbus of het werken met een oliestift, waarvoor ze een voorkeur heeft wegens de grote mogelijkheden voor spontaniteit.
Catharina Dhaen vergelijkt schilderen met schaken, een spel dat ze in haar jeugd dikwijls met haar vader speelde. Ze ziet het als een opeenvolging van actie en reactie, tussen haar zelf en de verf, tussen haar intuïtie en de redelijkheid van de techniek. Het eindresultaat van haar schilderijen is niet op voorhand vastgelegd, maar het resultaat van de zetten. Ze zegt van zich zelf dat bij haar steeds de intuïtie overheerst, zowel in het schaken als in het schilderen.  Door haar methode van actie en reactie met verf, vorm structuur en kleur wil ze vermijden dat haar werken lyrisch of vertederend overkomen en wil ze vitaliteit in haar werk leggen. Catharina Dhaen worstelt systematisch met onzekerheid over het afgewerkt resultaat en maakt daar een stijlkenmerk van.
Catharina Dhaen wil geen boodschap of een verhaal in haar werken te leggen, ook al zijn literatuur en poëzie voor haar belangrijke inspiratiebronnen. Voor haar is de schilderkunst op zichzelf een volledig autonoom middel van expressie, het is geen drager van een boodschap, het is de verf zelf die voor de schepping zorgt, zoals bij andere pure schilders als Ilse D'Hollander en Raoul De Keyser voor wie ze veel bewondering heeft. Zij schildert ook de zijkanten en boorden van het doek mee omdat ze het het canvas niet beschouwt als een drager maar als deel van het schilderij als object.  Zij wil dat de toeschouwer in de eerste plaats naar de verf kijkt en zich niet concentreert op het beeld dat door de verf gevormd is, maar dat door reflectie en interpretatie het beeld zelf innerlijk afwerkt, wat zij "de magie van haar kunst" noemt. Daarom weigerde ze aanvankelijk titels aan haar werken te geven. Sinds de corona quarantaine doet ze dit echter systematisch uit behoefte aan communicatie.
Aanvankelijk werkte ze met olieverf, maar tijdens haar academiejaren schakelde over naar andere soorten verf zoals muurverf in matte kleuren, acrylverf, lakverf en spuitbussen omdat ze op deze manier beter uiting kon geven aan haar expressie. Om ecologische en gezondheidsredenen vermeed ze olieverf, maar sinds een bezoek aan een retrospectieve tentoonstelling van Mark Rothko in 2023 keerde ze terug naar een nieuwe vorm van ecologische olieverf. Haar voorkeur gaat echter uit naar CMYK omdat het kleurensysteem meer mogelijkheden geeft voor kleurschakering.

##### Tekeningen
Haar tekeningen en schilderijen staan volledig los van elkaar. Het zijn autonome kunstwerken, geen schetsen of voorbereidingen van haar schilderijen.  Zij stelt ze weinig tentoon omdat omdat voor een goede presentatie van tekeningen de lijst en de manier van ophanging te bepalend zijn. Ze werkt vooral  met schets- en tekenboekjes.

##### Collages
In haar collages is legt ze op basis van de inhoud de klemtoon op de vorm.

## Prijzen en nominaties
- 2020: Gaverprijs  eervolle vermelding[11]
- 2017: Input Output, Brugge (selectie)[12]
- 2016: Art Contest, Brussel (selectie)[10]
- 2013: Arnoevoo, MEC Staf Versluys, Bredene (selectie)

## Artist in Residence[4]
- 2013 "Singular Surroundings" (bachelorproject), Voorkamer, Lier
- 2016 "The Saint, the fox and their Dictionary" (Masterproject), Rio de Janeiro
- 2018 Stadsmuseum 't Schippershof, Menen
- 2019 Witte Rook, Breda

## Tentoonstellingen[4]
Solotentoonstellingen
- 2024: Gallery Sofie Van de Velde, Antwerpen
- 2024: Sint-Annakasteel, Maldegem
- 2022: A golden emotion, Hilde Vandaele Galerie, Watou
- 2022: Pinky Promise, CC Binder, Puurs
- 2021: The Wunderwall, Brussels
- 2020: Through the looking glass, Gallery Sofie Van de Velde, Antwerpen
- 2019: Identity Liquid, Witte Rook, Breda
- 2019: Momentum, Galerie Zwart Huis, Brussel
- 2018: Pentimenti, Philippus Nijs, Temse
- 2016: 40, BLEEK, Sint-Niklaas
- 2014: Navart, Sint-Niklaas

Groepstentoonstellingen
In de periode 2014-2024 was Catharina Dhaen aanwezig op ongeveer 100 tentoonstellingen in België en in het  buitenland, waaronder verschillende exposities van de Gallery Sofie van de Velde, de kunstenfestivals WARP en NAFT in Sint-Niklaas, het Museum Marthe Donas in Ittre, Art Contest in Brussel, de Biënnale van België in Gent, het Museum Dhondt-Dhaenens in Deurle, Input-output in Brugge, het MHKA in Antwerpen, Emergent in Veurne, de Biënnale Aalter in het Kasteel van Poeke, Art Rotterdam, het Bohunk Institute in Nottingham, Witte Rook in Breda, de online galerie Wunderwall en in de galerie De Koolputten in Waasmunster.